# Lac Asini
Lac Asini är en sjö i Kanada.   Den ligger i regionen Mauricie och provinsen Québec, i den sydöstra delen av landet, 290 km norr om huvudstaden Ottawa. Lac Asini ligger 460 meter över havet. Arean är 0,12 kvadratkilometer.
I omgivningarna runt Lac Asini växer i huvudsak blandskog. Trakten runt Lac Asini är nära nog obefolkad, med mindre än två invånare per kvadratkilometer.